# Нормировка
«Нормировка» — одне з перших монополістичних об'єднань харчо-смакової промисловості кінця 19 — початку 20 ст., що виникло для регулювання продажу цукру за кордон й сконцентрувало в своїх руках до 96 % його загальноімперського обсягу. Уже 1887 більшість цукрозаводчиків Київської губернії, Подільської губернії, Волинської губернії та Царства Польського уклали між собою угоду про регламентацію експорту (т. зв. нульовий договір), котра й започаткувала процес створення «Н.» За даними 1899—1901, усіма справами картелю керував «Комітет 15-ти представників», котрий, проводячи свої засідання щорічно в лютому, займався питаннями квот і цінової політики (причому рішення комітету вважалося обов'язковим для виконання, якщо в його роботі взяло участь 6 осіб); організацію самої процедури доставки цукру на зовнішні ринки здійснювала Рада експортерів, якій кожен з учасників нового об'єднання передовіряв право розпоряджатися частиною своєї готової продукції. Норми вивозу встановлювалися із урахуванням розмірів та продуктивності заводів-контрагентів. У цих межах власники самі займалися реалізацією, й лише надлишки підлягали централізованому збуту через контору «Н.» за цінами останньої (порушення яких, до речі, каралося чималими штрафами). Картель об'єднував 212 (із 224) цукроварень Російської імперії, не входили до нього кілька підприємств Полтавщини й Харківщини); центрами його було призначено Варшаву (для поляків) та Київ (для всіх ін.). 1890—91 «Н.» виробила 26, у 1895—96 — 34, 1899—1900 — 39 млн пудів цукру. Через неузгодженість дій та внутрішні суперечності картель припинив існування 1902, натомість виник «Союз предпринимателей-сахарозаводчиков».